# Aeropuerto Atahualpa
El Aeropuerto Atahualpa (IATA: IBR, OACI: SEIB) fue el aeropuerto que sirvió a la ciudad de Ibarra, provincia de Imbabura, (Ecuador) desde 1956 hasta su cierre en 2012. El aeropuerto fue nombrado en homenaje al rey inca Atahualpa. Tras el cierre, la zona antes ocupada por el aeropuerto se convirtió en un parque urbano llamado Parque Ciudad Blanca 

## Historia
En 1956 se hicieron los planes para un aeropuerto para la ciudad de Ibarra, con la simple capacidad de un aeropuerto nacional para tener más acceso al Antiguo Aeropuerto Internacional Mariscal Sucre, y en 1958 empezaron las construcciones del aeropuerto ubicado en el sur de la ciudad. En 1963 llegó una avioneta Piper Séneca y desde allí la aerolínea Tame empezó sus operaciones en rutas hacia los aeropuertos de todo Ecuador. 
En 2007 Tame canceló sus operaciones por el buen avance de la construcción del Nuevo Aeropuerto Internacional Mariscal Sucre, y desde allí el aeropuerto Atahualpa se transformó en una base militar. En 2011 se cerraron la operaciones para empezar las construcciones del Parque Ciudad Blanca.